# Lalouvesc
Lalouvesc är en kommun i departementet Ardèche i regionen Auvergne-Rhône-Alpes i sydöstra Frankrike. Kommunen ligger  i kantonen Satillieu som ligger i arrondissementet Tournon-sur-Rhône. År 2022 hade Lalouvesc 383 invånare.

## Befolkningsutveckling
Antalet invånare i kommunen Lalouvesc
Referens: INSEE

## Galleri

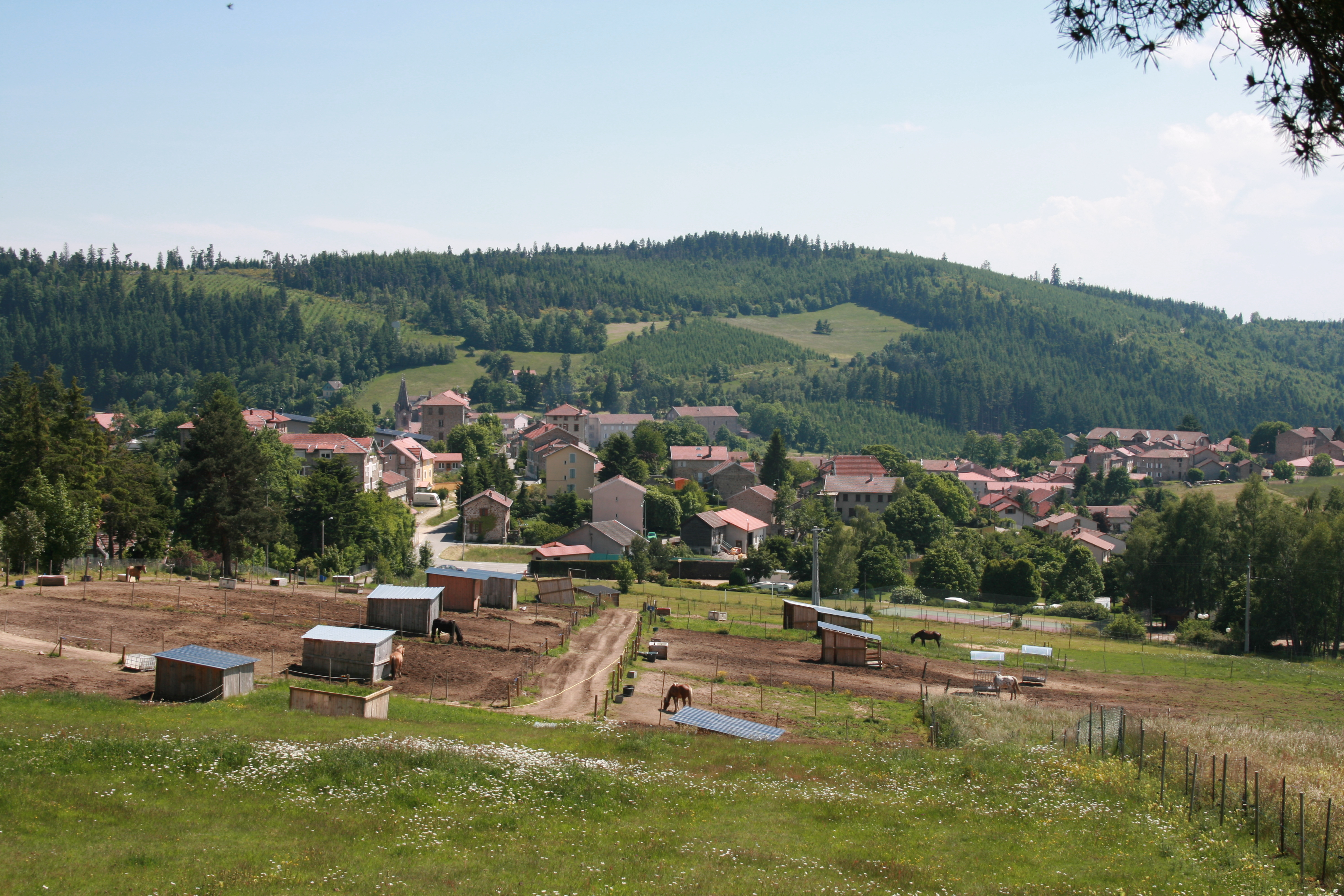
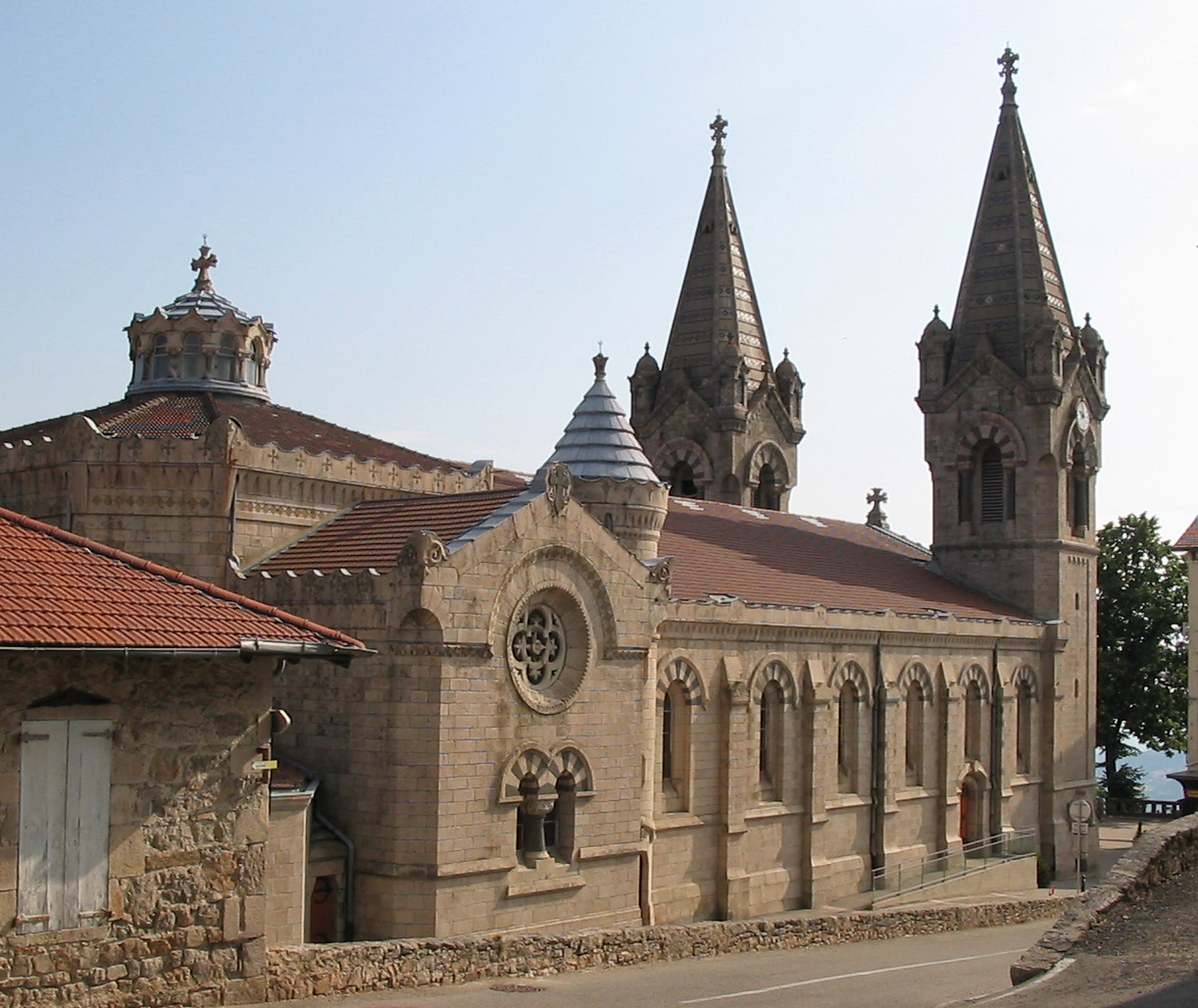
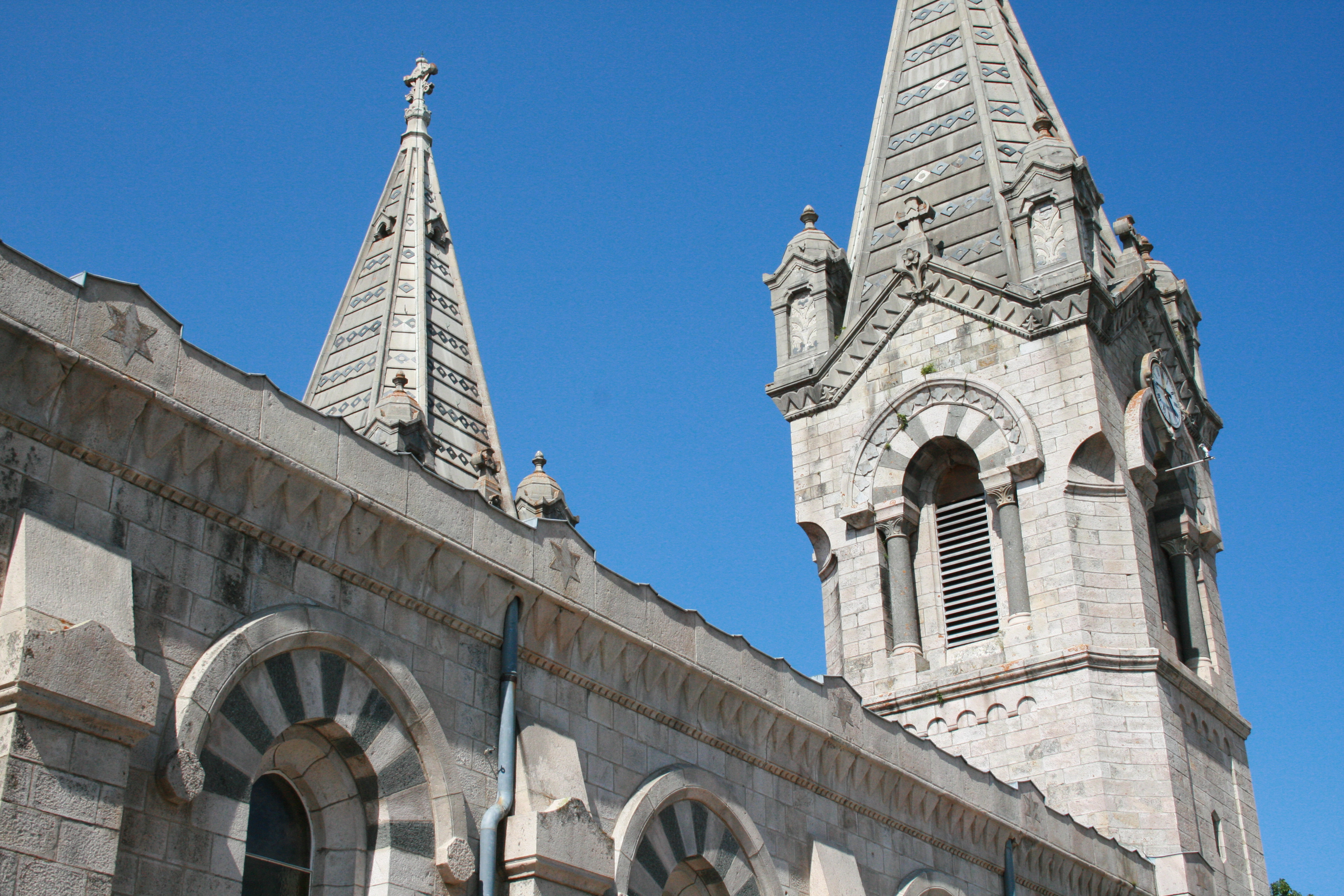
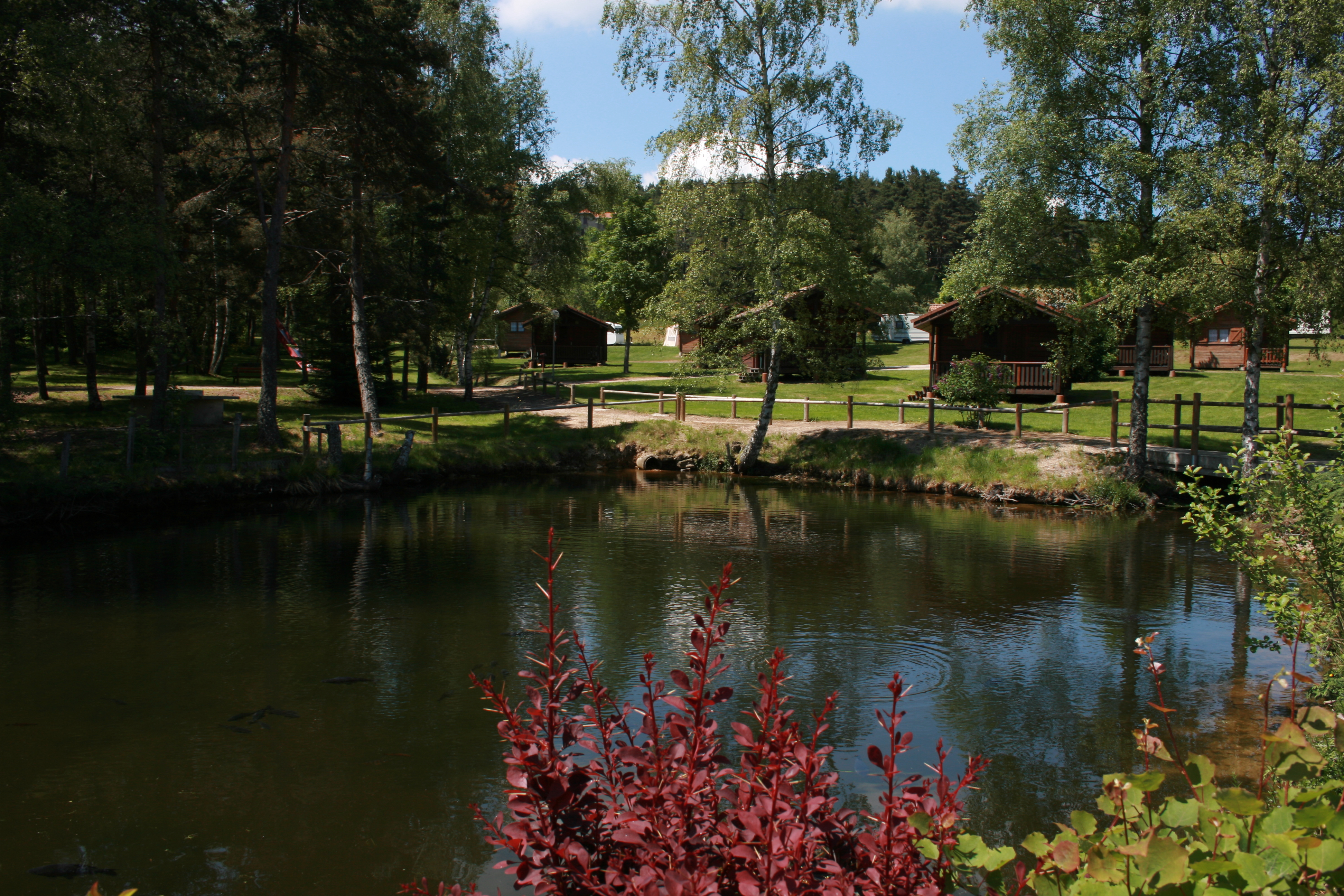
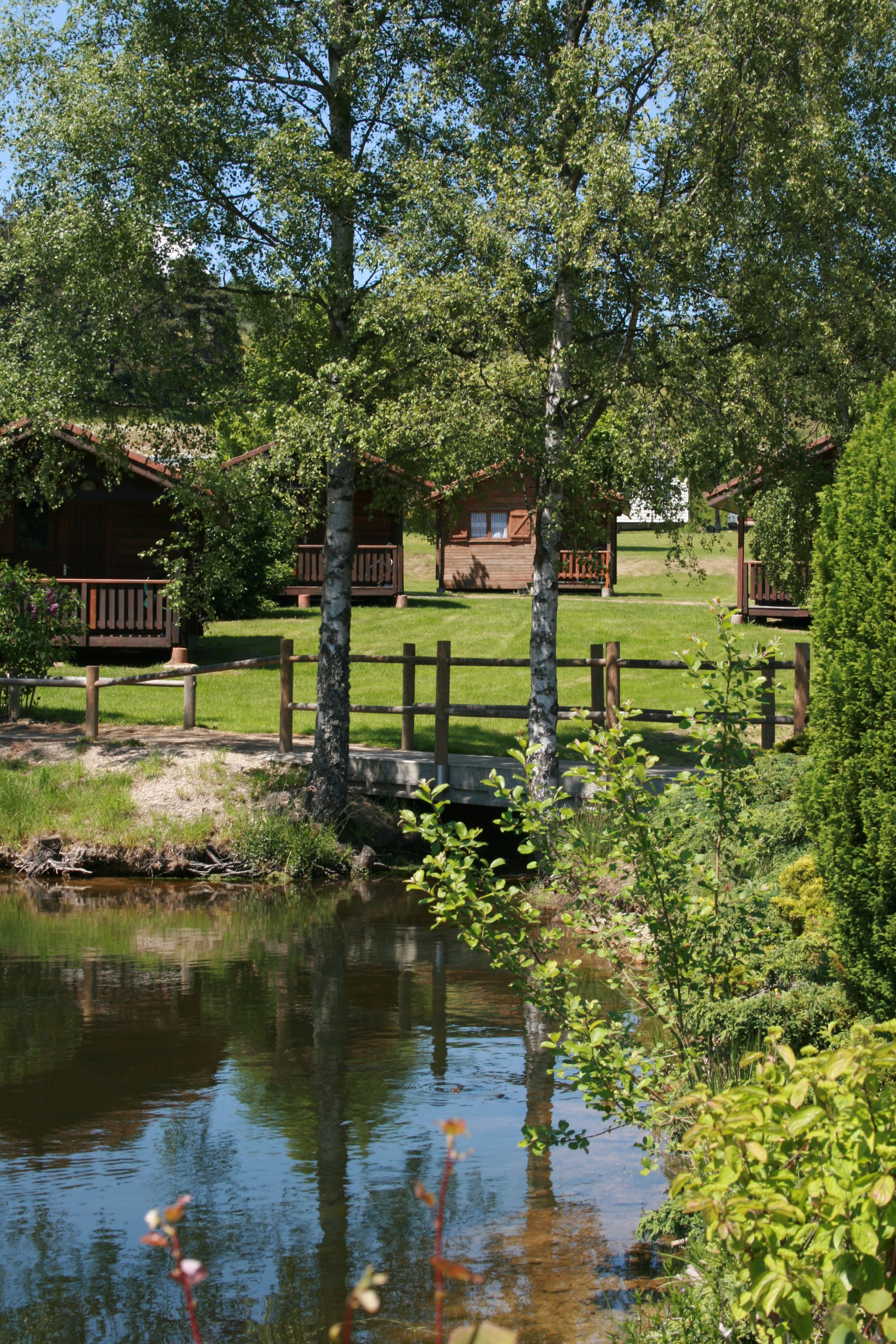
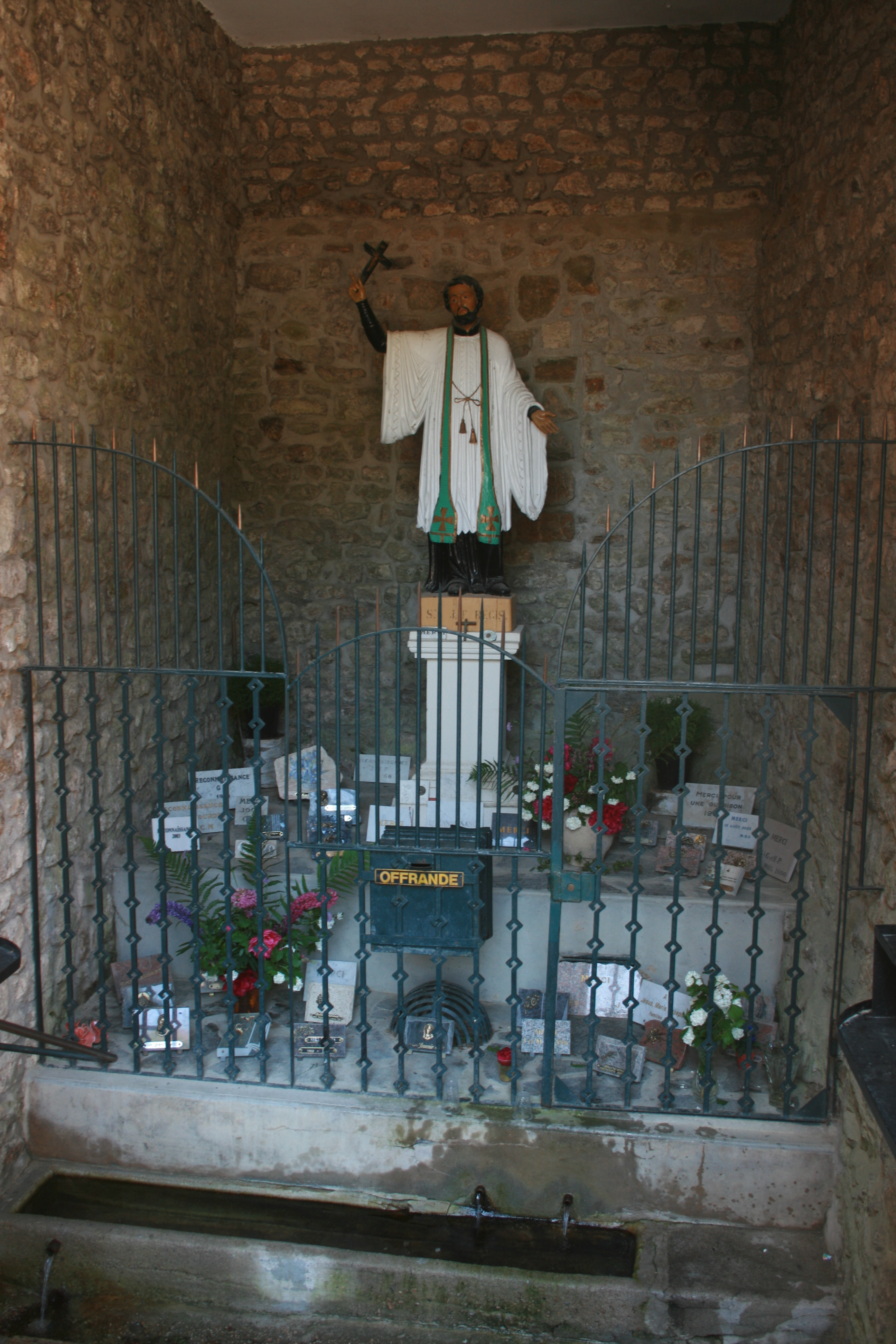
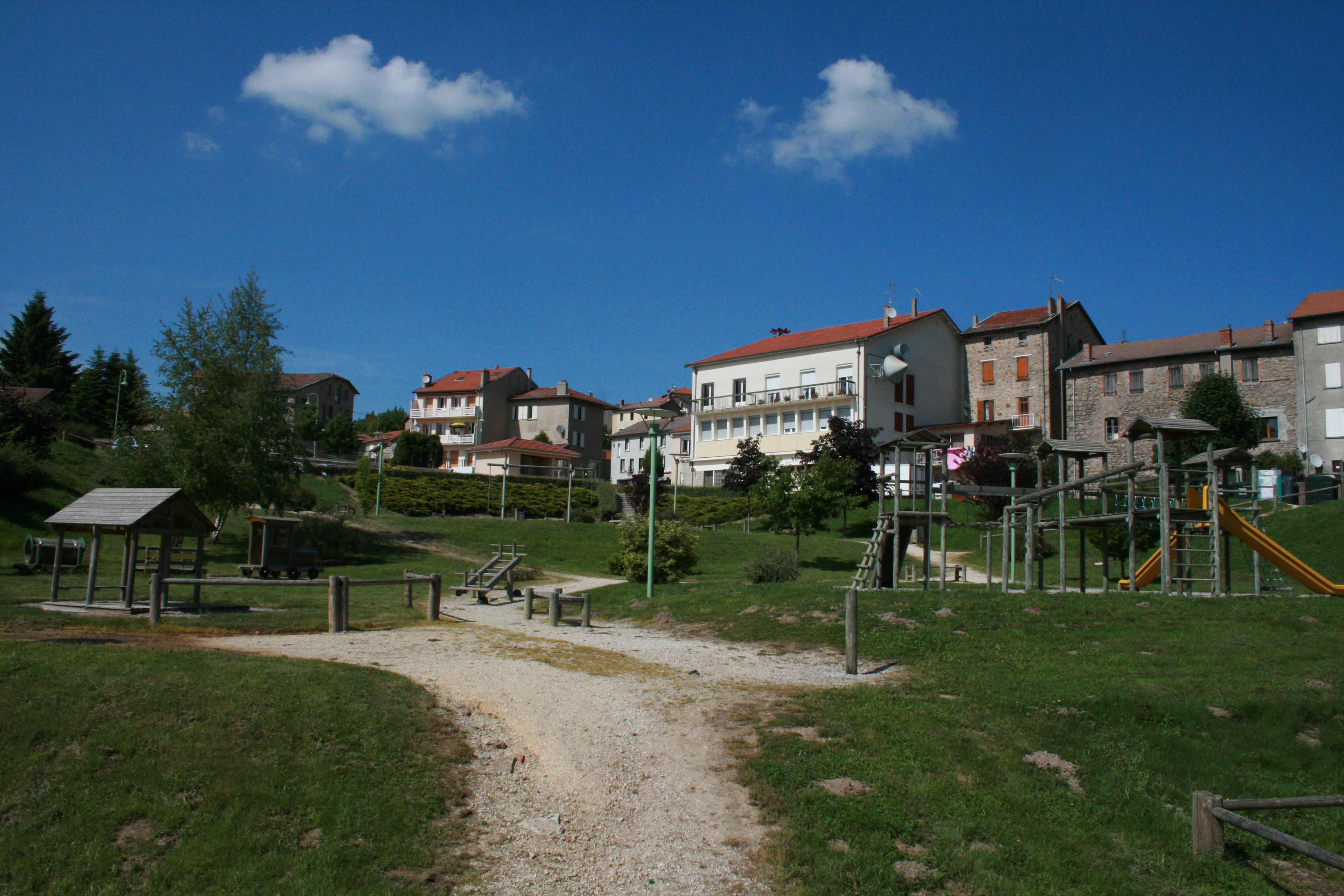
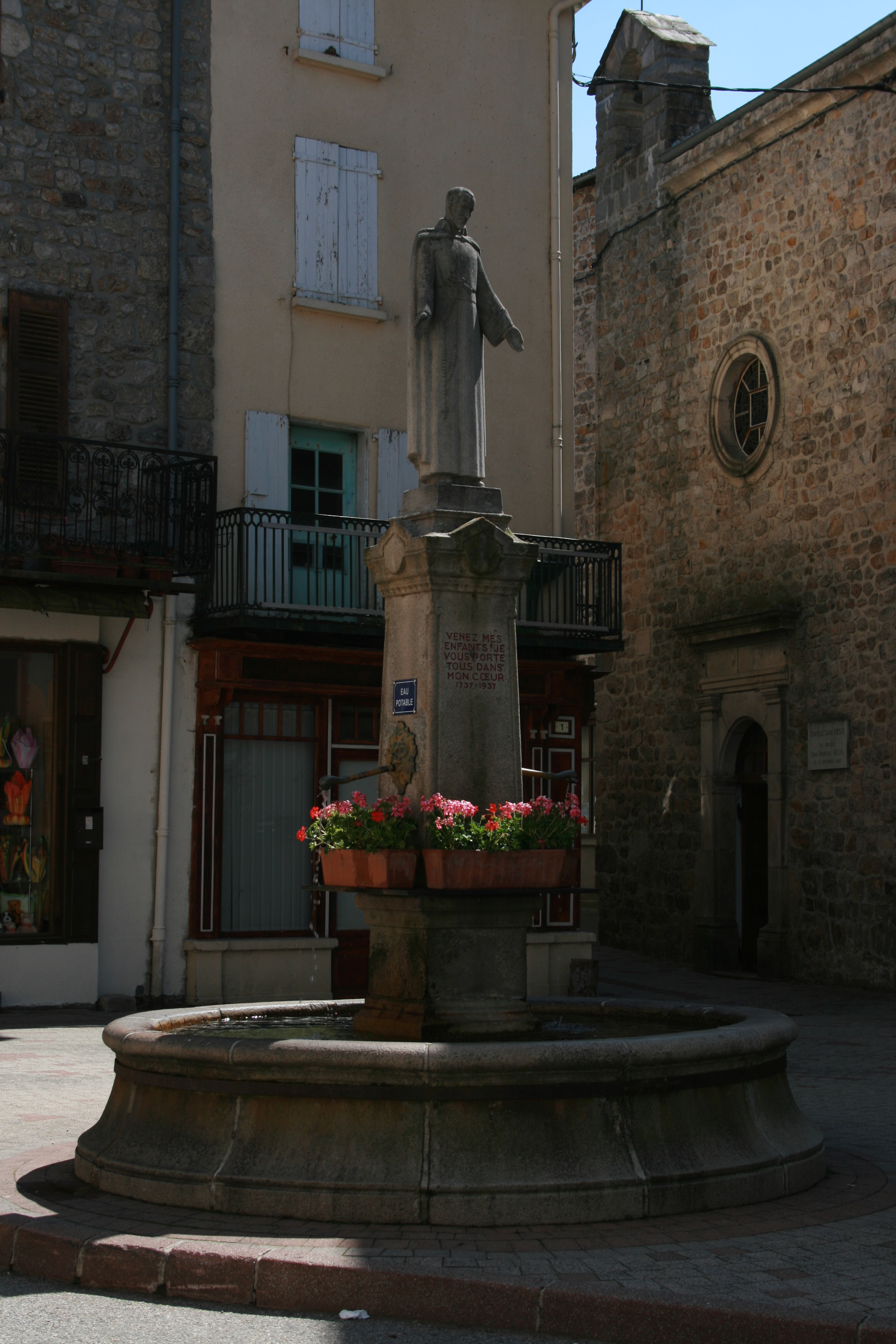
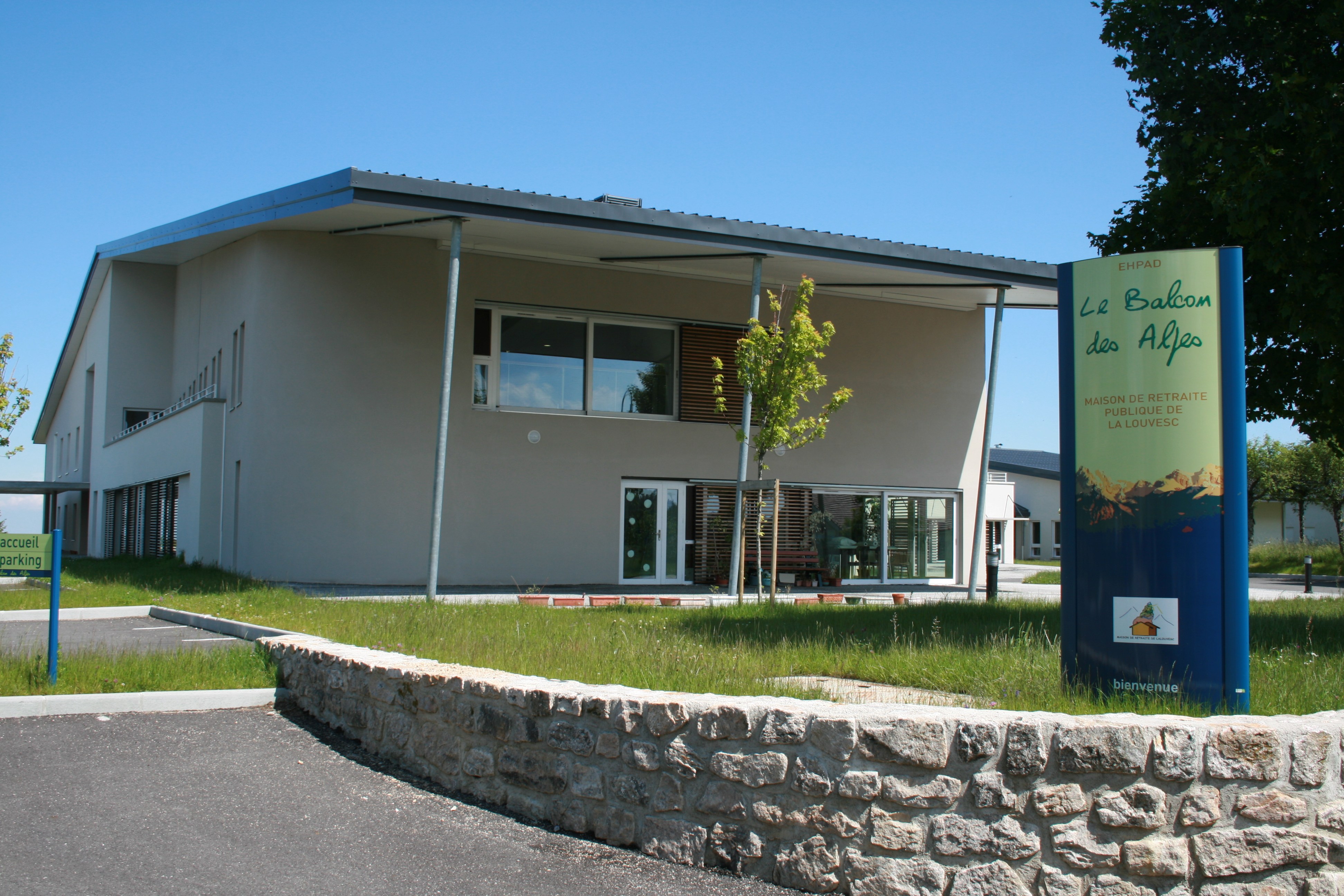
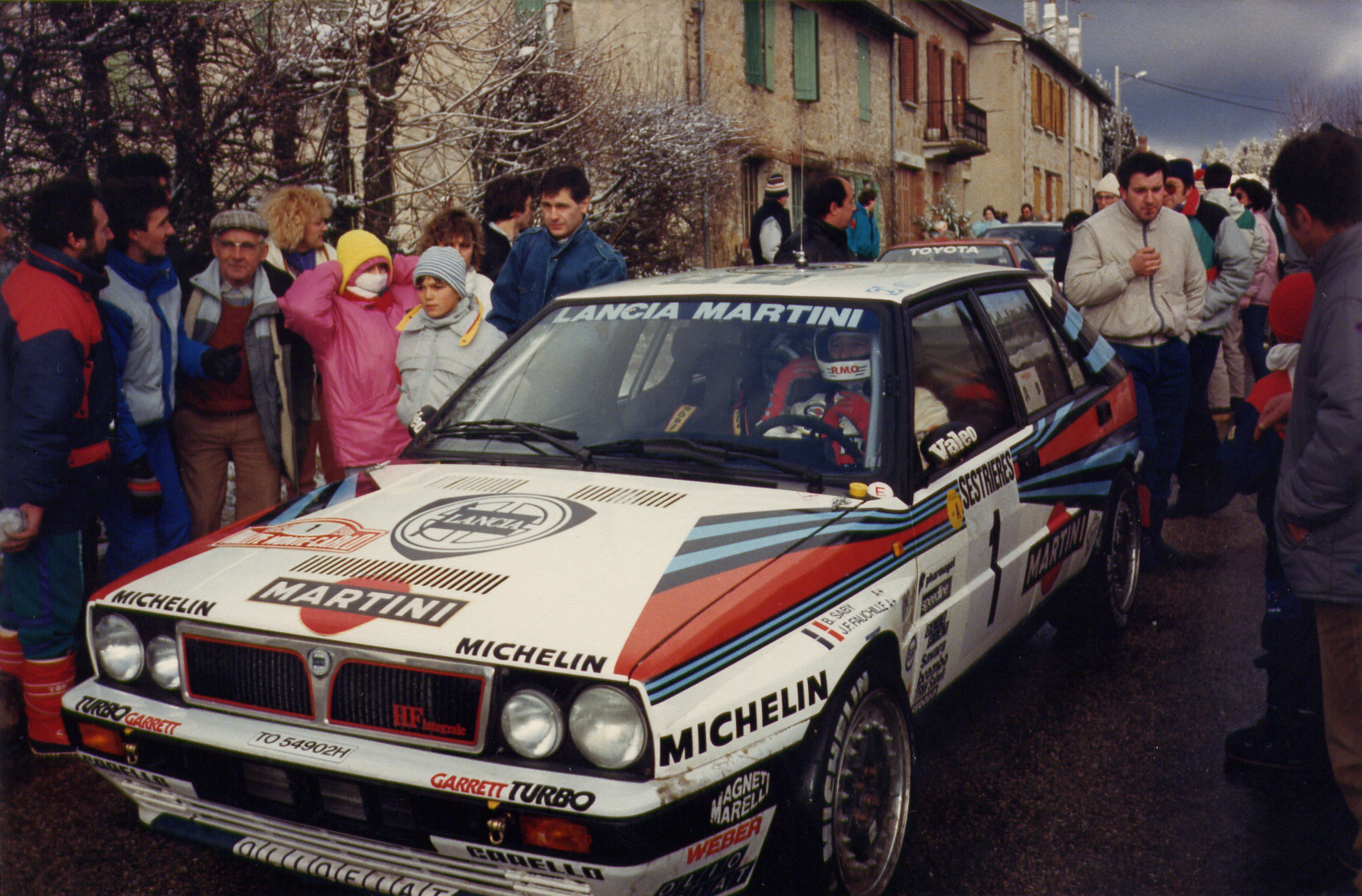
Monte-Carlo-rallyt 1989:Specialsträcka genom Lalouvesc
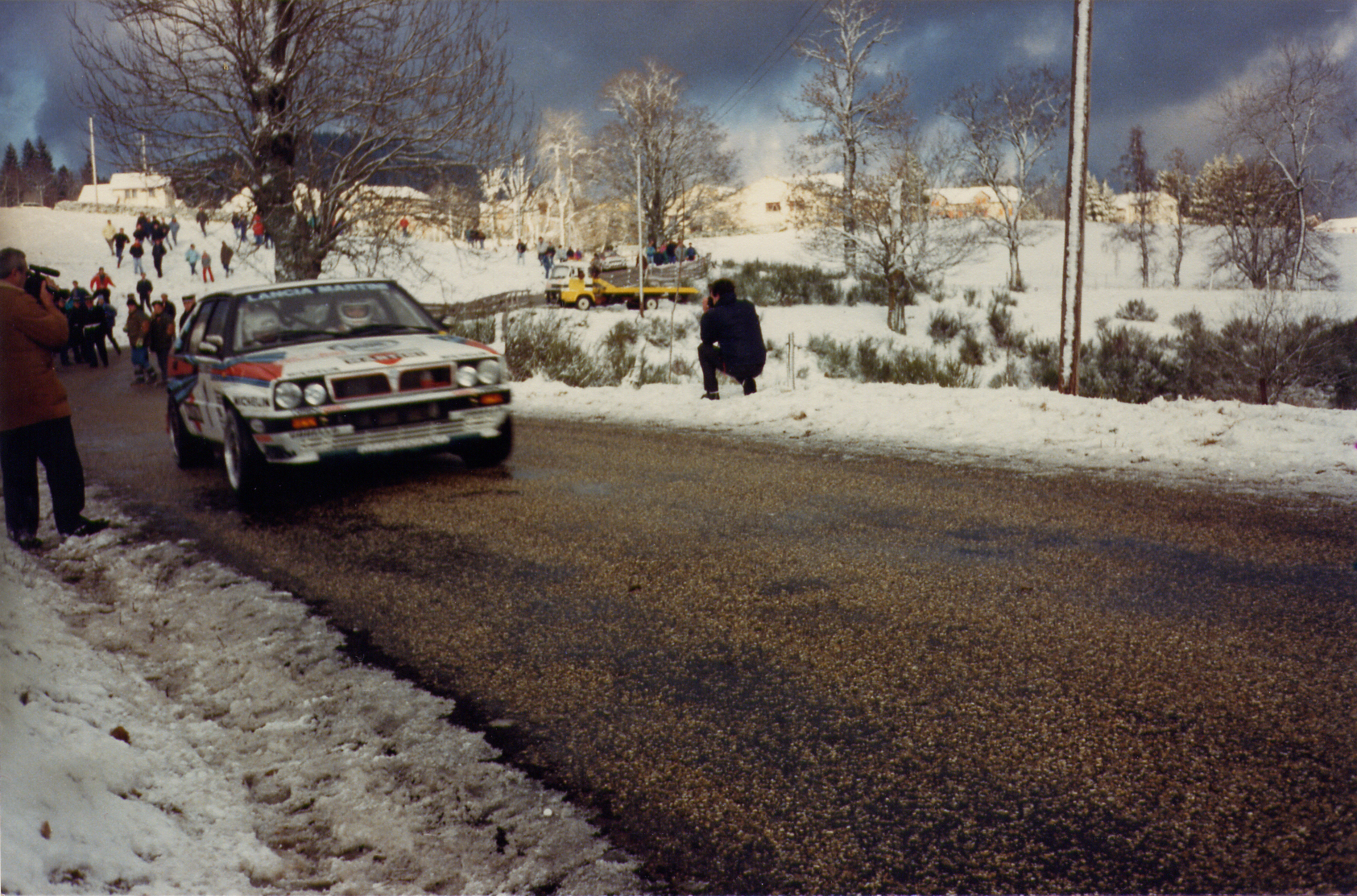
Monte-Carlo-rallyt 1989:Specialsträcka genom Lalouvesc
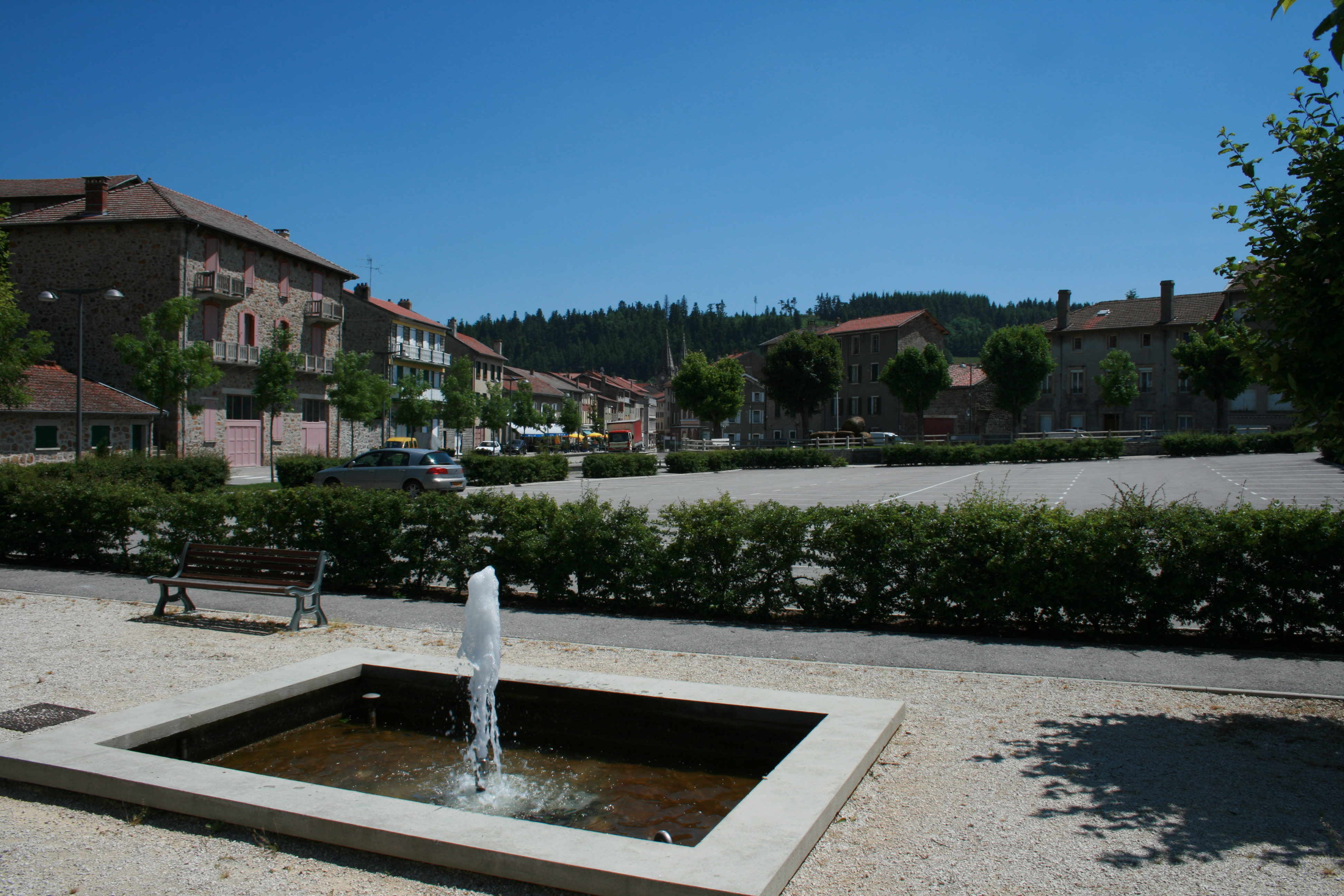
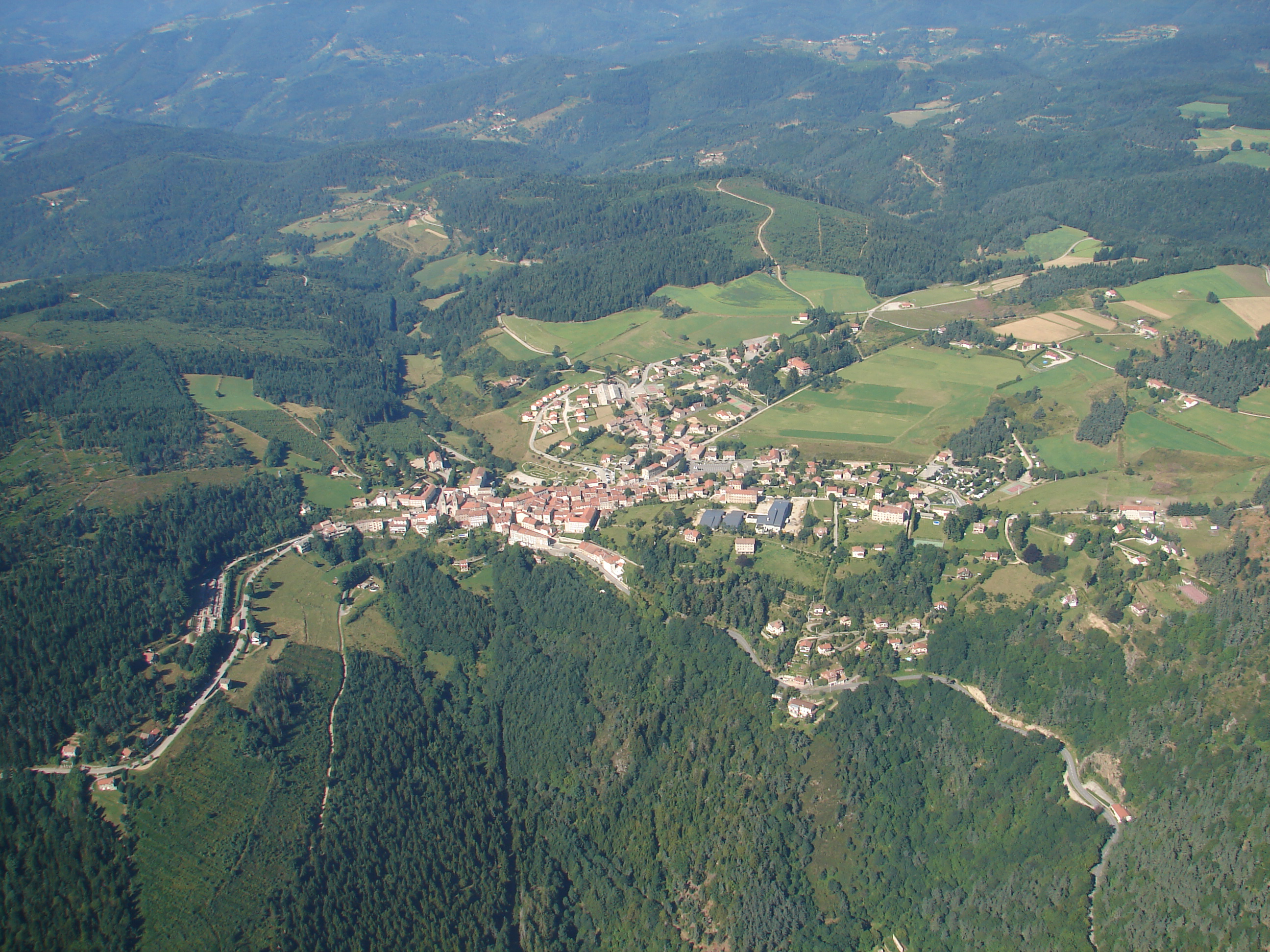